# Теракт в Пахалгаме
Теракт в Пахалгаме — террористический акт, совершённый 22 апреля 2025 года вблизи города Пахалгам в Джамму и Кашмире (союзная территория Индии). Террористы расстреляли группу туристов, убив 26 человек, не менее 20 человек были ранены. Индия обвинила в теракте Пакистан, что вызвало ухудшение отношений между странами.

## Предыстория
Джихадисткое вооружённое восстание вспыхнуло в Джамму и Кашмире в конце 1980-х годов и продолжается до сих пор, хотя в последние годы уровень насилия снизился. В августе 2019 года правительство Индии лишило штат особых полномочий и разделило его на две союзные территории — Джамму и Кашмир и Ладакх. Этот шаг позволил местным властям выдавать статус постоянного жителя людям, которые ранее не соответствовали требованиям, что позволило им покупать землю и устраиваться на работу на этой территории. В апреле 2025 года правительство сообщило, что за последние два года 83 000 человек получили сертификаты о постоянном проживании по новым правилам. По данным Forbes, Кашмир был одной из самых милитаризованных зон в мире. После отмены ограниченной автономии региона индийские власти начали массовые репрессии в регионе. Это привело к ухудшению отношений Индии с Пакистаном на фоне продолжающегося кашмирского конфликта.

## Ответственность
Ответственность за нападение взяла на себя организация «Фронт сопротивления», филиал Лашкар-е-Тайба Основная идеология группировки Лашкар-е-Тайба — Салафитский джихадизм . Аффилированные организации, разделяющие «идеологические наклонности и мотивы» группы, включают в себя «Джамат-уд-Дава» (JuD), «благотворительное крыло» группы, фронт для Лашкаре Тайба, который появился позже. Джихадисткая группировка отличается от большинства других террористических организаций в Пакистане тем, что следует салафитской идеологии Ахл-и Хадис (течение внутри салафизма), и отказывается от нападений на правительство Пакистана .

## Нападение
В живописной местности, где произошло нападение,  22 апреля 2025 года было много туристов. По словам очевидцев, вооружённые люди (их предположительно было шестеро) вышли из леса и открыли беспорядочный огонь по туристам, а затем стали целенаправленно выявлять немусульман (спрашивали, мусульмане они или индуисты, проверяли, имеется ли обрезание, заставляли произносить шахаду) и убивать именно их.
Находившийся вместе с туристами местный житель, перевозивший их на лошади, Сайед Дил Хуссейн Шах, попытался вырвать автомат из рук одного из террористов, но был застрелен. 
Среди убитых есть индийские туристы из различных штатов страны, а также гражданин Непала.

## Реакции
Глава правительства Джамму и Кашмир Омар Абдулла заявил, что за последние годы это самое масштабное нападение на мирных жителей.
Премьер-министр Индии Нарендра Моди выразил соболезнования близким погибших, пожелал скорейшего выздоровления раненым и заявил: «Те, кто стоит за этим чудовищным актом, ответят за это! ... Мы непоколебимо настроены искоренять терроризм».
Вице-президент США Джей Ди Вэнс, который в этот момент находился в Индии с визитом, также выразил соболезнования индийскому народу в связи с этим терактом.
Министр обороны Пакистана Хаваджа Асиф заявил 23 апреля 2025 года, что обвинить Пакистан в нападении «легко», но он не имеет никакого отношения к убийствам в Пахалгаме и считает это внутренним выступлением против индийского правительства. Представитель министерства иностранных дел Пакистана Шафкат Али Хан выразил соболезнования близким погибших и пожелал скорейшего выздоровления раненым.
Жители Джамму и Кашмира провели массовые акции протеста под лозунгами «Нет терроризму» и «Прекратите убийства наших гостей». Многочисленные туристы, находившиеся в Кашмире, стали спешно покидать этот регион. 

## Последствия
23 апреля 2025 года, на следующий день после теракта, Индия понизила уровень дипломатических отношений с Пакистаном и объявила о ряде мер направленных против Пакистана: таких как закрытие единственного сухопутного пограничного перехода между странами, приостановка действия Договора о водах Инда, высылка пакистанских дипломатов и сокращение численности работников посольств, кроме того было прекращено авиасообщение и торговля. 
24 апреля 2025 года министерство иностранных дел Индии потребовало от всех находящихся в Индии граждан Пакистана покинуть страну до 27 апреля, к этому сроку все выданные пакистанцам визы будут аннулированы (медицинские визы будут действительны до 29 апреля). Правительство Пакистана ввело серию ответных мер: приостановило действие виз для граждан Индии, за исключением сикхских паломников, объявило индийских военных советников персонами нон грата и предписало им покинуть страну.
25-26 апреля 2025 года на пограничной линии контроля в Джамму и Кашмире происходили перестрелки между индийскими и пакистанскими военными.